# Hasimir Fenring
Conde Hasimir Fenring (10.133-10.225) es un personaje del universo Dune de Frank Herbert. Hasimir Fenring, conde, y primo materno de la Casa de Corrino, es un eunuco genético, hábil político imperial, amigo de la infancia del Emperador Padishah Shaddam IV. También representa una vía errada en el proyecto genético de la Bene Gesserit para crear al Kwisatz Haderach.
Según la "Historia Pirata de Corrino", Fenring fue el responsable del chaurmurky que terminó con la vida de Elrood IX. Pese a todo, las opiniones coincidían siempre: Fenring fue el mejor amigo del emperador Shaddam IV. En palabras del Duque Paul Atreides, Fenring era "El recadero del Emperador", un hombre de mirada diabólica y (aparentemente) torpe al hablar (usaba frecuentes "Hem, hum, ah" para ganar tiempo en sus respuestas), pero de hábiles palabras y rápido pensamiento
Entre las múltiples misiones Imperiales que ostentó el Conde Fenring, hay que destacar la de Agente Imperial en Arrakis durante el régimen de los Harkonnen, inmediatamente antes del gobierno Atreides, y más tarde la de 'Siridar in Absentia' del planeta Caladan.
Al final de sus días acompañó al emperador Shaddam IV en su exilio en el planeta Salusa Secundus.